# ماديسون (كونيتيكت)
ماديسون (بالإنجليزية: Madison, Connecticut)‏ هي معلم جغرافي تقع في الولايات المتحدة في كونيتيكت. يقدر عدد سكانها بـ 18,114 نسمة ومساحتها 95.3 كم2 وترتفع عن سطح البحر 68 متر.

## أعلام
- ويليام سكرانتون
- توماس جي. بيرغن
- كين ديفيز
- جو تراباني
- باتريك غريني
- براد أندرسون
- جون برينت
- إل. رويال كريستنسن
- هيلين فوستر سنو
- وينثروب بالمر